# نیو واشو سیتی (نوادا)
نیو واشو سیتی (به انگلیسی: New Washoe City) یک منطقهٔ مسکونی در ایالات متحده آمریکا است که در شهرستان واشو، نوادا واقع شده‌است.